# Imkereimuseum Stripeikiai

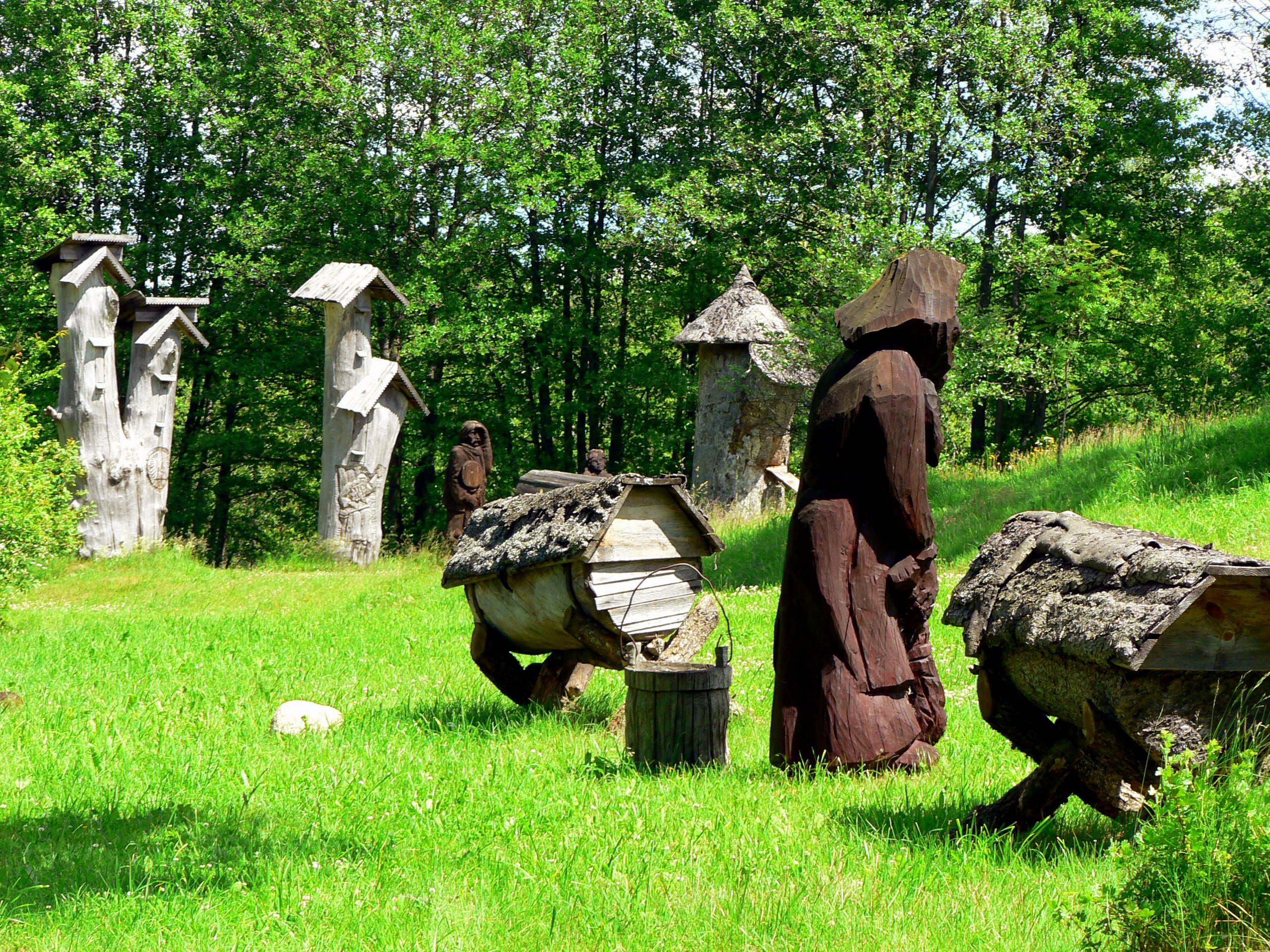
Bienenkörbe und Skulpturen im Museum für Imkereigeschichte Stripeikiai

Das Imkereimuseum Stripeikiai (Senovinės bitininkystės muziejus) ist ein Museum für Imkereigeschichte bei Stripeikiai in Nordost-Litauen. Es wurde 1984 durch den Imker Bronius Kazlas eingerichtet und zeigt die Geschichte der Imkerei in diesem Gebiet, daneben die Bedeutung der Biene in der Natur und im Volksglauben.
2006 bestand das Museum aus sechs Gebäuden, etwa 500 Ausstellungsgegenständen und 25 Holz-Skulpturen, von denen einige Bienenkörbe enthalten. Die von Teofilis Patiejūnas und Ipolitas Užkurnis geschnitzten Skulpturen illustrieren die Geschichte der Imkerei in Litauen und würdigen die Rolle der Honigbiene in der Mythologie. Sie zeigen altägyptische und indianische Darstellungen ebenso wie den litauischen Gott Babilas und die Göttin Austėja, die beide mit Bienen im Zusammenhang stehen.
Angeschnittene und mit Glasabdeckungen versehene Bienenkörbe ermöglichen den Besuchern, Arbeit und Sozialverhalten der Bienenvölker in Augenschein zu nehmen. Bildtafeln zeigen die Rolle der Bienen bei der Pollenverbreitung. Die Sammlungen enthalten historische Gerätschaften und Bekleidung der Imker und Zeidler sowie ausgehöhlte Baumstümpfe, die vom 15. bis zum Beginn des 20. Jahrhunderts in der Bienenzucht in Gebrauch waren.
Die Litauische Veterinärakademie gibt an, dass es sich bei den litauischen Bienen um eine besonders friedfertige Population handle. Sie sind den europäischen Rassen der Westlichen Honigbiene zuzurechnen, dabei kleiner als die Italienische Biene und größer als die Kaukasische Biene.
Die Biene ist in Litauen ein Symbol der Freundschaft, das Wort bičiulis nennt einen besonders engen Freund – dies geht auf den Brauch der gemeinsam betriebenen Imkerei bzw. Zeidlerei zurück. Als Zeichen der Verbundenheit überbrachte der ukrainische Präsident Wiktor Juschtschenko 2005 seinem litauischen Amtskollegen Valdas Adamkus drei Bienenvölker in Körben, die dem Museum übergeben wurden.
Das Museum ist von Mai bis Oktober geöffnet, im August wird ein Honig-Erntefest abgehalten.